# A Civil Action
A Civil Action (bra: A Qualquer Preço; prt: A Qualquer Custo) é um filme norte-americano de 1998, do gênero drama, escrito e dirigido por Steven Zaillian, baseado no livro homônimo de Jonathan Harr, que aborda a descoberta de resíduos tóxicos na água distribuída em East Woburn, Massachusetts, na década de 1980.
O elenco é formado por John Travolta e Robert Duvall.

## Sinopse
Água contaminada por solventes industriais é encontrada em pequena cidade dos EUA. As suspeitas recaem sobre as fábricas da região, culpadas também, aos olhos da população, pela alta taxa de mortes por leucemia entre as crianças. Uma das mães tenta processar as poderosas Beatrice Foods e W. R. Grace & Co., mas estas têm dinheiro para calar os mais fracos. Entra em cena o advogado do interior Jan Schlichtmann, que enfrenta no tribunal os caros Jerome Facher e William Cheeseman, representantes das empresas.

## Elenco
| Ator/Atriz       | Personagem             |
| ---------------- | ---------------------- |
| John Travolta    | Jan Schlichtmann       |
| Robert Duvall    | Jerome Facher          |
| Tony Shalhoub    | Kevin Conway           |
| William H. Macy  | James Gordon           |
| Zeljko Ivanek    | Bill Crowley           |
| Bruce Norris     | William Cheeseman      |
| John Lithgow     | Juiz Walter J. Skinner |
| Kathleen Quinlan | Ann Anderson           |
| Peter Jacobson   | Neil Jacobs            |
| Mary Mara        | Kathy Boyer            |
| James Gandolfini | Al Love                |
| Stephen Fry      | Pinder                 |
| Dan Hedaya       | John Riley             |
| Sydney Pollack   | Al Eustis              |

## Principais premiações
| Patrocinador                                            | Prêmio            | Categoria                               | Situação                    |
| ------------------------------------------------------- | ----------------- | --------------------------------------- | --------------------------- |
| Academia de Artes e Ciências Cinematográficas           | Oscar 1999        | Melhor ator coadjuvante (Robert Duvall) | Indicado                    |
| Academia de Artes e Ciências Cinematográficas           | Oscar 1999        | Melhor fotografia                       | Indicado                    |
| Associação de Correspondentes Estrangeiros de Hollywood | Golden Globe 1999 | Melhor ator coadjuvante (Robert Duvall) | Indicado                    |
| Sindicato dos Roteiristas Norte-americanos              | WGA               | Melhor roteiro adaptado                 | Indicado[carece de fontes?] |